# インターロイキン-23
インターロイキン-23（英: interleukin-23、略称: IL-23）は、IL12B（IL-12p40）サブユニット（IL-12と共通）とIL23A（IL-23p19）サブユニットから構成されるヘテロ二量体型サイトカインであり、Th17細胞の維持と増殖に重要なサイトカインである。IL-23はIL-12ファミリーのサイトカインである。IL-23に対する機能的な受容体は同定されており、IL-12Rβ1とIL-23Rから構成される。分裂促進因子によって活性化されたリンパ球では、IL-23Rには24種類のスプライシングバリアントが存在し、またIL-23結合ドメインの一塩基多型によってもTh17細胞の活性化能に差異が生じる。アドネクチン-2（Adnectin-2）はIL-23に結合し、IL-23/IL-23Rと競合する。

## 発見
IL-23は、DNAX研究所のRobert Kasteleinらによって、計算的、生化学的、細胞免疫学的アプローチを用いて最初に記載された。

## 機能
IL-23は炎症性サイトカインである。IL-23は、Th17細胞の維持と増殖に重要なサイトカインであることが示されている。Th17細胞は、Th17関連転写因子RORγtを活性化するIL-6とTGF-βによって極性化される。IL-23はRORγtを安定化してTh17細胞を適切に機能できる状態にし、細胞外寄生体（真菌類や細菌）に対する防御を媒介するIL-17、IL-21、IL-22、GM-CSFなどのエフェクターサイトカインを放出させる。IL-23のTh17細胞に対する作用と同様の作用は、IL-23刺激によりTh17サイトカインを活発に分泌する3型自然リンパ球（ILC3）でもみられる。NK細胞もIL-23受容体を発現しており、IFN-γの分泌の増加と抗体依存性細胞傷害の亢進という応答を示す。また、IL-23はCD4メモリーT細胞（ナイーブ細胞ではない）の増殖を誘導する。上述の炎症促進作用に加えて、IL-23は血管新生も促進する。
IL-23は主に活性化された樹状細胞、マクロファージまたは単球によって分泌される。自然リンパ球やγδT細胞もIL-23を産生する。B細胞はBCRシグナルを介してIL-23を産生する。パターン認識受容体によって認識される抗原刺激によって、IL-23の分泌は刺激される。IL-23のバランスの異常や増大は自己免疫疾患やがんと関係しており、そのため治療研究の標的となっている。樹状細胞で発現するIL-23は、TSLPによってさらに誘導される。TSLPはケラチノサイトで発現するアレルギー誘発性サイトカインであり、乾癬の病変部で上昇している。そのため、このサイトカインの阻害による樹状細胞の活性化の抑制、そしてそれに伴うIL-23の低下は、乾癬の治療法となる可能性がある。真皮の樹状細胞は侵害受容神経細胞と接触しており、この接触を薬理学的に遮断することができれば、IL-23を産生する樹状細胞は存在しなくなる。IL-23が存在しなければ、乾癬患者の皮膚には炎症細胞も存在しなくなると考えられる。IL-23は細菌性髄膜炎の際にも上昇する。この産生は上皮の調節異常と炎症を引き起こす。
IL-23の発見以前には、IL-12が炎症マウスモデルにおける重要なメディエーターとして提唱されていた。しかし、IL-12の役割の調査を目的とした多くの研究ではIL-12p40の活性の遮断が行われたため、想定されていたほど特異的な結果は得られなかった。また、IL-12p35の機能を遮断した研究では、IL-12を形成する双方のサブユニットがIL-12のみを形成しているのであればIL-12p40を標的としたものと同じ結果が得られるはずであるが、そうはならなかった。また、ヨーネ菌Mycobacterium avium subspecies paratuberculosisに刺激された単球由来マクロファージもIL-23の発見に寄与した。ヨーネ病のウシではIL-23が上昇している。
IL-12p40の結合パートナーの可能性がある他の因子が発見されたことで、IL-12の役割は見直された。多発性硬化症のマウスモデルである実験的自己免疫性脳脊髄炎に関する研究により、観察されていた炎症の原因はそれまで考えられていたIL-12ではなく、IL-23であることが示された。その後、関節炎、腸炎、乾癬など、それまでIL-12が関与しているとされていた他の多くの免疫病理モデルにおいても、IL-23が炎症の発生を促進することが示された。
低濃度のIL-23は肺がん細胞の増殖を促進する一方で、高濃度のIL-23は肺がん細胞の増殖を阻害する。非小細胞性肺がんの患者の血清中にはIL-23とIL-23Rが同定されており、これらは予後に関する血清マーカーとなる可能性がある。またIL-23は、動脈硬化、高血圧、大動脈解離、心肥大、心筋梗塞、急性心障害などの心血管疾患を進行させる可能性がある。

### モノクローナル抗体
IL-23は炎症性疾患の治療標的の1つである。このサイトカインに対するモノクローナル抗体であるウステキヌマブは、特定の自己免疫疾患の治療で臨床使用されている。グセルクマブもIL-23に対するモノクローナル抗体である。IL-23を遮断することでTh17細胞の免疫応答とIL-17の産生に間接的に影響を与え、乾癬の臨床症状を遅らせることができる。IL17Aのアンタゴニストであるイキセキズマブは、IL-23のp19サブユニットの阻害剤であるグセルクマブ、チルドラキズマブ、リサンキズマブよりも乾癬の治療効果の発現が速いことが報告されている。

## シグナル伝達
IL-23ヘテロ二量体は受容体複合体に結合する。p19サブユニットはIL-23R、p40サブユニットはIL-12Rβ1に結合し、JAK2とTYK2をリクルートする。JAK2とTYK2はSTAT3とSTAT4をリン酸化してシグナルを伝達する。STATは二量体化して核内で標的遺伝子の転写を活性化する。STAT3はRORγtの発現やTh17関連サイトカインの転写などの重要なTh17発生特性を担っている。脳では、IL-23はγδT細胞を活性化してIL-17を過剰発現させて炎症反応に寄与し、特発性脳内出血後の二次的脳損傷に重要な役割を果たしている。